# オスペンギン
オスペンギンは、吉本興業所属のお笑いコンビ。東京NSC10期生。よしもと茨城県住みます芸人。
茨城アストロプラネッツの車椅子ソフトボール選手としても活動中。
（2011年4月より鹿嶋市で活動開始、現在は水戸市在住）。

## メンバー
- 山中 崇敬（やまなか たかとし、1981年7月24日（43歳） - ）
  - 茨城県神栖市出身。既婚(妻、娘)（配偶者は水越恭子）。
  - 血液型はA型。身長170cm、体重78kg。
  - 立ち位置は右。
  - ボケ担当。
  - 清真学園高等学校を経て、東洋大学時代はアメリカンフットボール部主将を務めた。
  - 実家は米農家。
  - 総合格闘技1戦1勝。
  - 毎年100kmマラソン挑戦中
  - レクリエーション介護士2級所持
- でれすけ（本名：渡邊 奏平（わたなべ そうへい）、1985年6月11日（40歳） - ）
  - 愛知県名古屋市出身。既婚(妻、娘)
  - 血液型はO型。身長168cm、体重90kg。
  - 立ち位置は左。
  - ツッコミ担当。
  - 中学時代サッカー部副主将。
  - 名古屋市立千種台中学校、名古屋工業高等学校卒業。
  - いばらき観光マイスター認定者。
  - 第7回茨城クラシックベンチプレス選手権大会で準優勝。(MAX135kg)
  - カフェnicoの＜1リットル生クリームクレープ＞早食い新記録更新（1分37秒)
  - レクイエーション介護士2級所持

## 出演

### テレビ
現在のレギュラー
- 素敵に逢えるかな（なめがたエリアテレビ、2016年9月 - ）レギュラー
- ここホレなめがた（なめがたエリアテレビ、2017年1月 - ）レギュラー
- いば6「イバチョー」（NHK水戸放送局、2017年11月 - ）コーナーレギュラー
- 押忍!部活道（ケーブルテレビ結城・筑西、2021年6月 - ）レギュラー
- ジモトノチカラ（BSよしもと、2024年7月 - ）レギュラー
- 安心オスペンギン（JWAY、2024年9月 - ）レギュラー

過去のレギュラー
- オスペンギンのきいてみっぺ!（JWAY、2011年9月 - 2014年3月 ）レギュラー
- オスペンギンの行って味っぺ!（JWAY、2014年4月 - 2016年9月 ）レギュラー
- 押忍!!オスペンギン（JAWY、2016年12月 -2024年8月 ）レギュラー
- Cheeky's a GoGo!（BSよしもと、2022年4月 -2023年6月 ）レギュラー
- キクテレミルラジ265（2023年7月- 2024年6月）レギュラー

単発
- あらびき団（TBSテレビ、2009年8月26日、2023年8月1日）
- ニッポン!いじるZ（TBSテレビ、2011年10月26日）
- 今年も生だよ芸人集合 笑いっぱなし伝説（テレビ東京、2012年1月1日）
- 地元応援バラエティ このへん!!トラベラー（テレビ東京、2012年2月20日、27日、3月5日、7月16日）
- 47都道府県一斉1000人アンケート!!地元民が選ぶ愛されお取り寄せグルメランキング（TBSテレビ、2013年12月31日）
- ケンイチ（BS日テレ、2014年1月3日、10日、11月20日、27日）

### ラジオ
現在のレギュラー
- 空飛ぶオスペンギン（FMかしま、2012年10月 - ）第2・第4火曜日 18:00 - 19:00
- 今夜はLucky Night（LuckyFM茨城放送、2021年3月31日 - ）水曜日担当

過去のレギュラー
- Iva La オスペンギン!（ラヂオつくば、2011年6月 - ）[1]
- つくばYou'vegot84.2!Friday（ラヂオつくば、2012年4月 - ）
- JUMP!（茨城放送、2011年11月 - 2012年3月）水曜日担当
- オスペンギンのハッスルナイト→オスペンギンのハッスルナイトR（茨城放送、2013年10月 - 2021年3月）

### WEB配信
現在のレギュラー
- オスペンギンの茨城おもしろ研究所（YouTube、2015年9月 - ） 週2回以上更新

過去のレギュラー
- YNN47茨城チャンネル（2011年5月 - ） ほぼ毎日生配信
- オスペンギンのなめいば講座（2013年10月 - ） 週1回更新

### ライブ
レギュラー
- オスペンギンのみともん（2013年3月 - ） 水戸市内で定期開催

## 関連商品

### 雑誌連載
- 月刊みと「オスペンギンの川柳道場」2011年8月 -